# 小东营清真寺
小东营清真寺（阿拉伯语：مسجد دونغيينغ）是中国广东省广州市一座清真寺寺院，是广州五大清真寺之一，位于越秀区北京街道越华路小东营5号，其附近有“三·二九”起义指挥部旧址。

## 历史
此清真寺于明朝成化四年（1468年）建成，当时回民官兵在广州屯田，为方便进行宗教活动而建成此寺。该清真寺曾于清朝嘉庆二十年（1817年）和清朝同治五年（1866年）进行修缮。民国时期，广州回教青年会、回教同益会等民间组织先后在这里成立。1998年3月，经越秀区宗教部门批准登记为宗教活动场所。该寺的第三次修缮将在2018年进行。

## 附近交通
乘坐公共汽车到仓边路站或者越华路站，走7分钟即可到达小东营清真寺。